# Cotton Davidson
Francis Marion "Cotton" Davidson (Gatesville, 30 novembre 1931 – Waco, 24 dicembre 2022) è stato un giocatore di football americano statunitense che militò nei ruoli di quarterback e punter nella National Football League (NFL) e nella American Football League (AFL).

## Carriera
Davidson fu scelto come quinto assoluto nel Draft NFL 1954 dai Baltimore Colts. Oltre a giocare come quarterback, fu anche un placekicker e un punter. Membro originario della franchigia dei Dallas Texans, fu il primo quarterback titolare della storia della squadra.
Il 2 luglio 1962, i Texans firmarono Len Dawson, chiudendo la sua carriera come quarterback di Dallas. Dopo la prima partita della stagione 1962 fu scambiato con gli Oakland Raiders per la prima scelta assoluta del Draft AFL 1963, che i Chiefs utilizzarono per scegliere il futuro Hall of Famer Buck Buchanan. Due settimane dopo, Davidson disputò la prima gara come titolare per i Raiders. Contro la sua ex squadra, passò 248 yard e segnò un touchdown su corsa nella sconfitta per 26-16 contro i Texans.
Davidson fu convocato per due volte per l'All-Star Game della AFL: nel 1961 e nel 1963, venendo premiato come miglior giocatore della partita nella prima occasione. Il suo record come titolare fu di 19-33-1.

## Palmarès

### Franchigia
- Campionati AFL : 2

Dallas Texans: 1962
Oakland Raiders: 1967

### Individuale
- AFL All-Star: 2

1961, 1963